# گاریسان (گنگ وون)
گاریسان (به لاتین: Garisan) یک کوه در کره جنوبی است که در کره جنوبی واقع شده‌است. گاریسان ۱٬۰۵۰٫۷ متر بالاتر از سطح دریا واقع شده‌است.